# Current Opinion in Cardiology
Current Opinion in Cardiology (skrót: Curr Opin Cardiol) – amerykańskie czasopismo naukowe specjalizujące się w publikowaniu artykułów przeglądowych z kardiologii; wydawane od 1986 roku. Dwumiesięcznik.
W każdym wydaniu zaproszeni autorzy prezentują najważniejsze osiągnięcia w wybranym obszarze kardiologii z ostatniego okresu. Regularnie omawiane są takie zagadnienia jak: arytmia, zastawki serca, transplantacja serca, kardiologia dziecięca, zawał serca, genetyka molekularna, nadciśnienie, badania kliniczne, choroby aorty, płuc i naczyń obwodowych, obrazowanie i echokardiografia, chirurgia naczyń wieńcowych oraz choroba niedokrwienna serca. Każdy tom zawiera także sekcję Current World Literature z bibliografią najważniejszych prac, które ostatnio ukazały się w czołowych czasopismach kardiologicznych.
Redaktorem naczelnym (ang. editor-in-chief) czasopisma jest Robert Roberts (związany z Uniwersytetem Ottawskim). Kwestie wydawniczo-techniczne tytułu leżą w gestii Lippincott, Williams & Wilkins (LWW), które wydaje także inne czasopisma (dwumiesięczniki) naukowe poświęcone różnym dziedzinom medycyny (ang. LWW Journals – Current Opinion Series), np. „Current Opinion in Psychiatry”, „Current Opinion in Neurology” czy „Current Opinion in Ophthalmology”.
Pismo ma współczynnik wpływu impact factor (IF) wynoszący 2,006 (2017) oraz wskaźnik Hirscha równy 70 (2017). W międzynarodowym rankingu SCImago Journal Rank (SJR) mierzącym znaczenie i prestiż poszczególnych czasopism naukowych „Current Opinion in Cardiology” zostało w 2017 sklasyfikowane na 99. miejscu wśród czasopism z dziedziny kardiologii i medycyny sercowo-naczyniowej.
W polskich wykazach czasopism punktowanych przez Ministerstwo Nauki i Szkolnictwa Wyższego publikacja w tym czasopiśmie otrzymywała w latach 2013–2016 po 25 punktów.